# Woke Up This Morning (пісня Б. Б. Кінга)
«Woke Up This Morning (My Baby She Was Gone)» — пісня американського блюзового музиканта Б. Б. Кінга, випущена синглом у 1953 році на лейблі RPM. У 1953 році пісня посіла 3-є місце в хіт-параді Rhythm & Blues Records.
Пісню перезаписали Кінг Кертіс, Етта Джеймс, Фредді Кінг та ін.

## Оригінальна версія
Пісня була написана Б. Б. Кінгом та Жулем Таубом. Записана у 1952 році Кінгом за участі оркестру Максвелла Девіса.
Лейбл RPM (дочірній Modern) випустив пісню на синглі в лютому 1953 року з «Don't Have to Cry» на стороні Б; Кінг був зазначений на платівці як «B.B. King And His Orchestra». У 1953 році вона посіла 3-є місце в хіт-параді Rhythm & Blues Records журналу «Billboard».
У 1956 році пісня увійшла до дебютного альбому Кінга Singin' the Blues, що вийшов на лейблі Crown. 21 листопада 1964 року Кінг записав пісню для відомого концертного альбому Live at the Regal, який вийшов на ABC-Paramount (1965).

## Інші версії
Пісню перезаписали такі виконавці, як Кінг Кертіс для Trouble in Mind (1961), Алексіс Корнер і Blues Incorporated для Red Hot from Alex (1964), Етта Джеймс для Etta James Rocks the House (1964), Літтл Мілтон для Sings Big Blues, Ларрі Девіс для синглу (1969), Фредді Кінг для My Feeling for the Blues (1970), Брюер Філліпс (1982), Біг Войс Одом (1983) та ін.